# 杜博夫斯科耶區

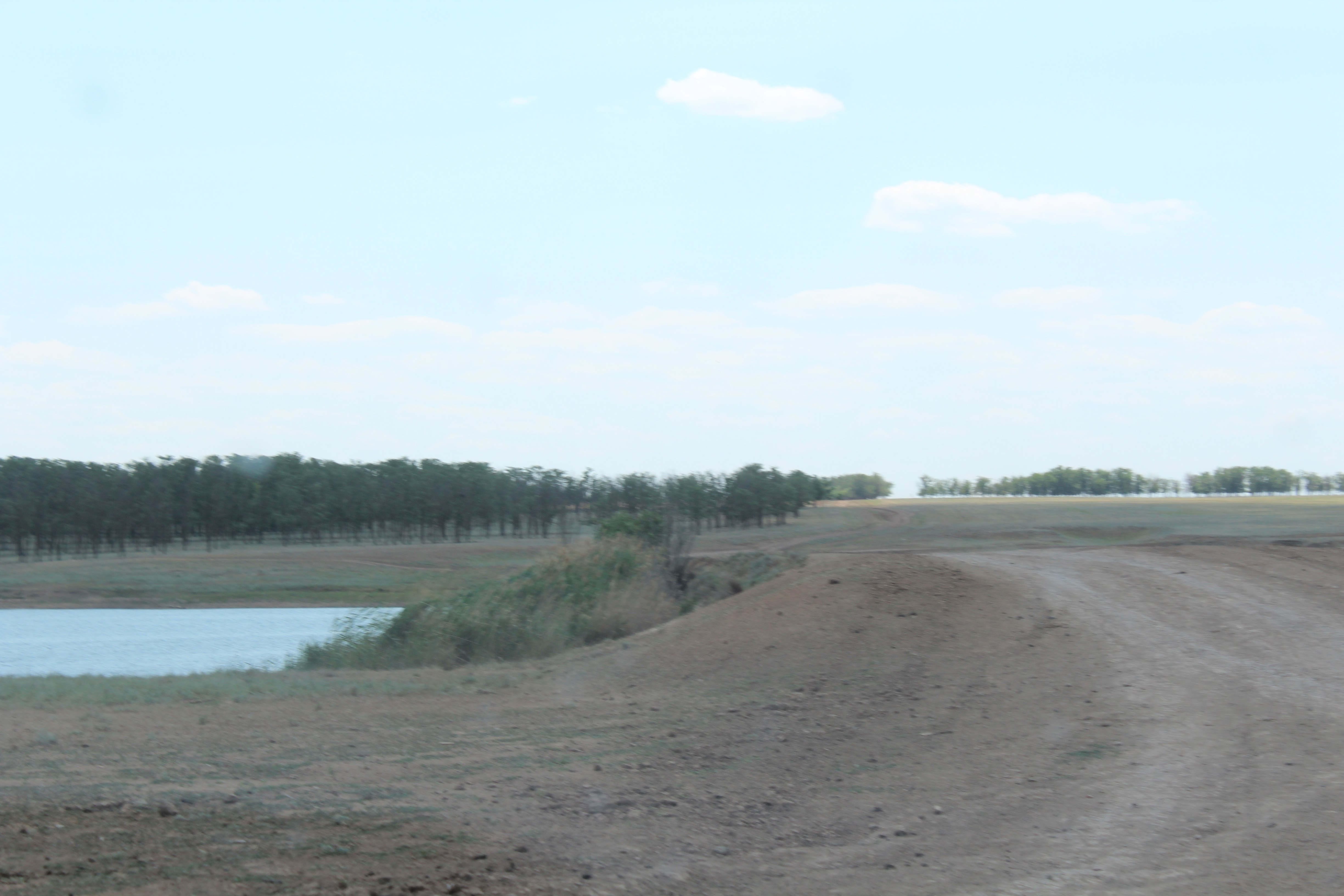

47°24′33″N 42°45′27″E / 47.40917°N 42.75750°E
杜博夫斯科耶區（俄語：Ду́бовский райо́н）是俄羅斯的一個區，位於該國西南部，由羅斯托夫州負責管轄，面積3,993.2平方公里，2010年人口22,983，人口密度每平方公里5.76人。